# Varennes-sur-Amance
Varennes-sur-Amance ist eine französische Gemeinde mit 257 Einwohnern (Stand: 1. Januar 2022) im Département Haute-Marne in der Region Grand Est (vor 2016 Champagne-Ardenne); sie gehört zum Arrondissement Langres und zum Kanton Chalindrey. Die Einwohner werden Varennais und Varennaises genannt.

## Geografie
Varennes-sur-Amance liegt etwa 25 Kilometer östlich von Langres am Fluss Petite Amance, der die Gemeinde im Osten begrenzt. Umgeben wird Varennes-sur-Amance von den Nachbargemeinden Vicq im Norden, Coiffy-le-Bas im Osten und Nordosten, Chézeaux im Südosten, Champigny-sous-Varennes und Arbigny-sous-Varennes im Süden, Marcilly-en-Bassigny und Celles-en-Bassigny im Westen sowie Lavernoy im Nordwesten.

## Geschichte
Von 1972 an war Varennes-sur-Amance mit den Ortschaften Champigny-sous-Varennes und Chézeaux Teil der Gemeinde Terre-Natale. 2012 wurde dieser Zusammenschluss wieder aufgehoben.

## Bevölkerungsentwicklung
| Jahr                       | 1962 | 1968 | 1975 | 1982 | 1990 | 1999 | 2006 | 2019 |
| Einwohner                  | 444  | 436  | 628  | 583  | 444  | 443  | 380  | 261  |
| Quellen: Cassini und INSEE |      |      |      |      |      |      |      |      |

## Sehenswürdigkeiten
- Kirche Saint-Gengoulf aus dem 13. Jahrhundert mit Umbauten bis in das 19. Jahrhundert, seit 1925 als Monument historique eingeschrieben
- Bürgermeisteramt mit Renaissanceportal, welches seit 1925 als Monument historique eingeschrieben ist
- Kapelle Saint-Gengoulph aus dem 16. Jahrhundert, mit Ausnahme des Dachreiters seit 1972 als Monument historique eingeschrieben
- Haus Garnier mit Teilen aus dem 16. Jahrhundert, Kamin auf der ersten Etage aus dem 16. Jahrhundert ist seit 1926 als Monument historique eingeschrieben

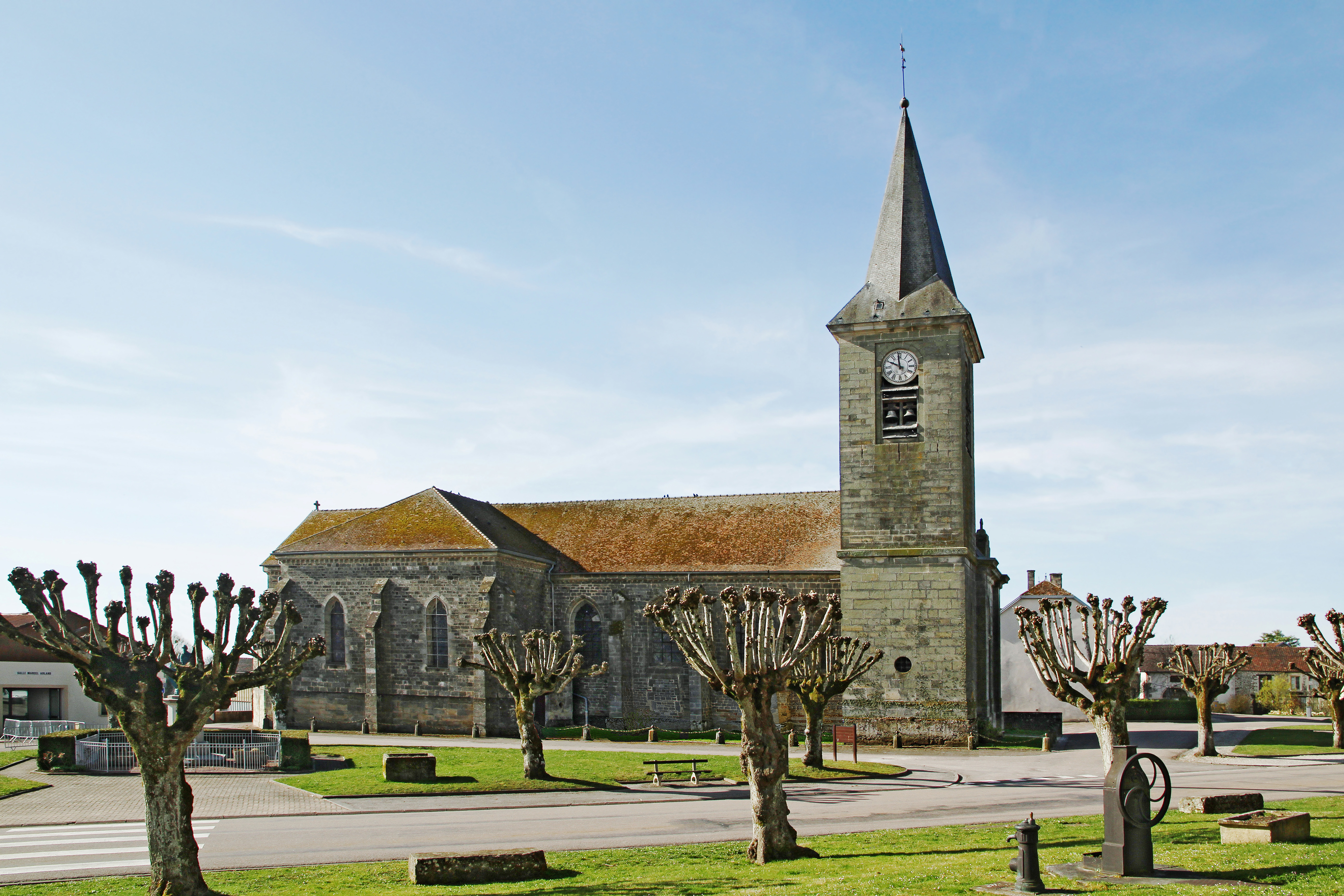
Kirche Saint-Gengoulf
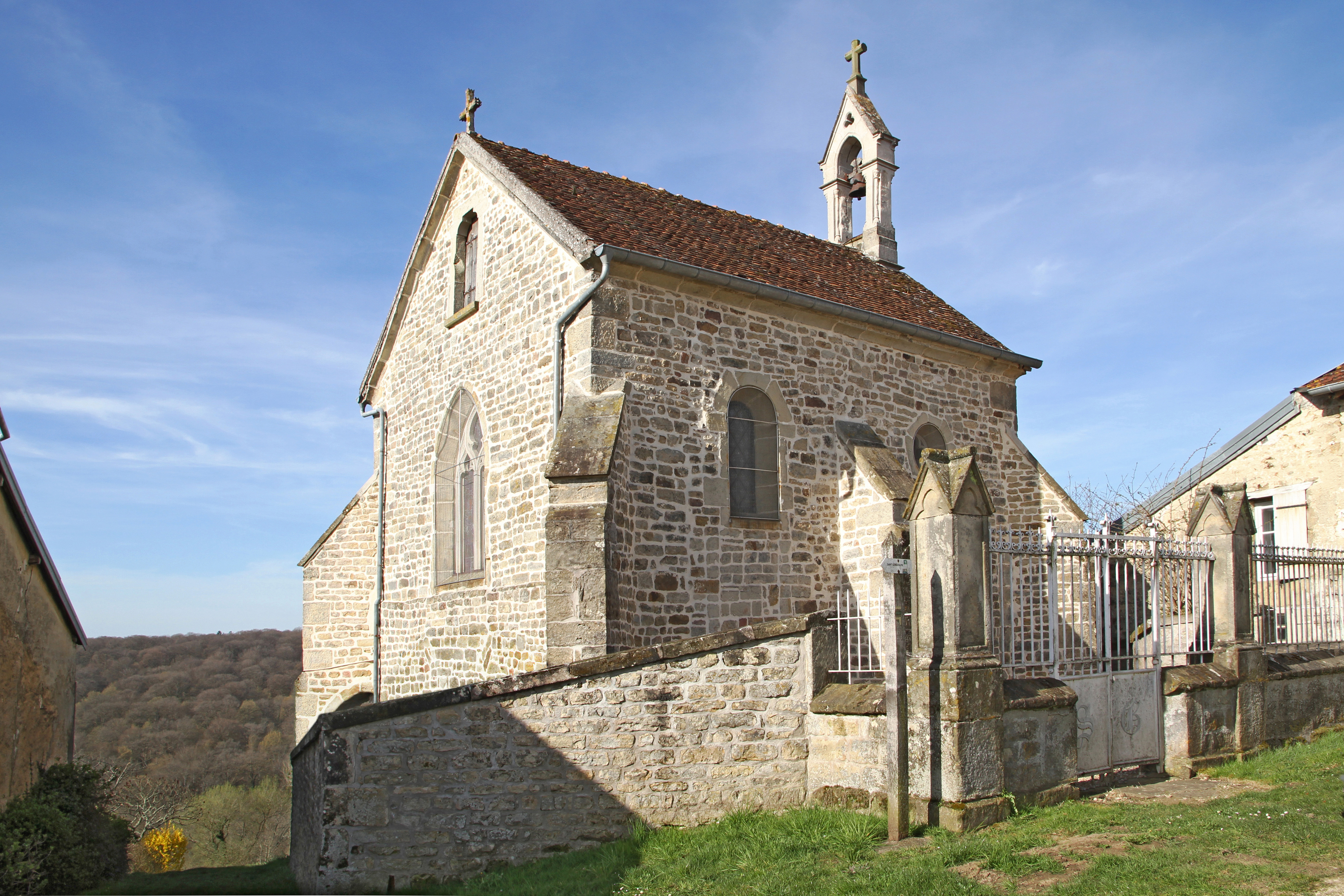
Kapelle Saint-Gengoulph

## Persönlichkeiten
- Marcel Arland (1899–1986), Schriftsteller, geboren in Varennes-sur-Amance
- Gangolf (gestorben um 760), Ritter, in Varennes-sur-Amance geborener Heiliger